# Horaismoptera microphthalma
Horaismoptera microphthalma är en tvåvingeart som först beskrevs av Mario Bezzi 1908.  Horaismoptera microphthalma ingår i släktet Horaismoptera och familjen Canacidae. Inga underarter finns listade i Catalogue of Life.